# 吉子水库
吉子水库是中国云南省丽江市玉龙纳西族自治县境内的一座水库，位于老洛开河上，建于1957年。水库正常库容为1180万立方米，集雨面积为25平方千米，海拔为2777米。